# 江音寺 (諏訪市)
江音寺（こういんじ）は長野県諏訪市にある臨済宗妙心寺派の寺院。山号は瑞雲山。

## 歴史
信州大安寺(真言宗)を前身とする。創設は平安時代中期頃と推定。鎌倉時代末期の1321年頃、通翁鏡円和尚(臨済宗)が巡回教化の際、数年信州大安寺に住し、荒れた堂宇を修理した。その後隆盛あり、1467年頃には郷守の藤原好照が鏡円普照国師を開山として建立し直したとされる。1565年5月、雨による土石流で堂宇悉く押し潰され廃絶。
1602年、初代諏訪藩主の諏訪頼水の命により、筆頭家老千野頼房が大安寺の名跡を継ぐ形で"瑞雲山江音寺"を開基(大安寺の在所より数100m移動している)。開山は坎室宗革和尚。以降、千野家老家の菩提寺として栄える。1692年から1709年にかけて大工事、1814年から1818にかけて修理、大工事、1843年3月29日火災により本堂、庫裡等が焼失。1845年から1865年にかけて復旧工事(現存する主要堂宇は全てこのときの建築)。この頃植樹されたと見られるシダレヤナギは諏訪市指定天然記念物。
1980年、中央自動車道が参道を横切る計画となり、トンネル工法にて参道下を高速道路が通るようになった。この工事に伴い観音堂の移動や各門新築等境内前面一新した。